# NGC 2768
NGC 2768 (również PGC 25915 lub UGC 4821) – galaktyka eliptyczna (E6), znajdująca się w gwiazdozbiorze Wielkiej Niedźwiedzicy. Odkrył ją William Herschel 19 marca 1790 roku. Należy do galaktyk Seyferta.
W galaktyce tej zaobserwowano supernową SN 2000ds.